# Bábolna (Ungarn)
Bábolna ist eine ungarische Stadt im Kreis Komárom im Komitat Komárom-Esztergom.

## Geographie
Der Ort liegt etwa 15 km südwestlich von Komárom, südlich der Autobahn von Wien nach Budapest, deren Ausfahrt 94 und die da gelegene Raststätte den Namen des Ortes tragen. Allerdings verläuft die Autobahn nicht im Gemeindegebiet. Die größte Ost-West-Ausdehnung des Gemeindegebietes beträgt sieben Kilometer, die Nord-Süd-Ausdehnung sechs Kilometer, und die Gemarkungsgrenze hat eine Länge von 41 km. Das Ortszentrum liegt 139 m, der  tiefste Punkt des Gemeindegebietes 129 m und der höchste Punkt 156 m über dem Meeresspiegel.

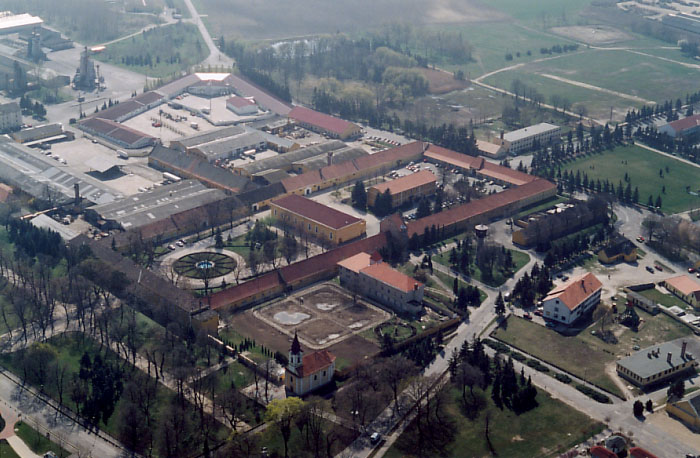
Luftaufnahme von Bábolna